# Dodenburg

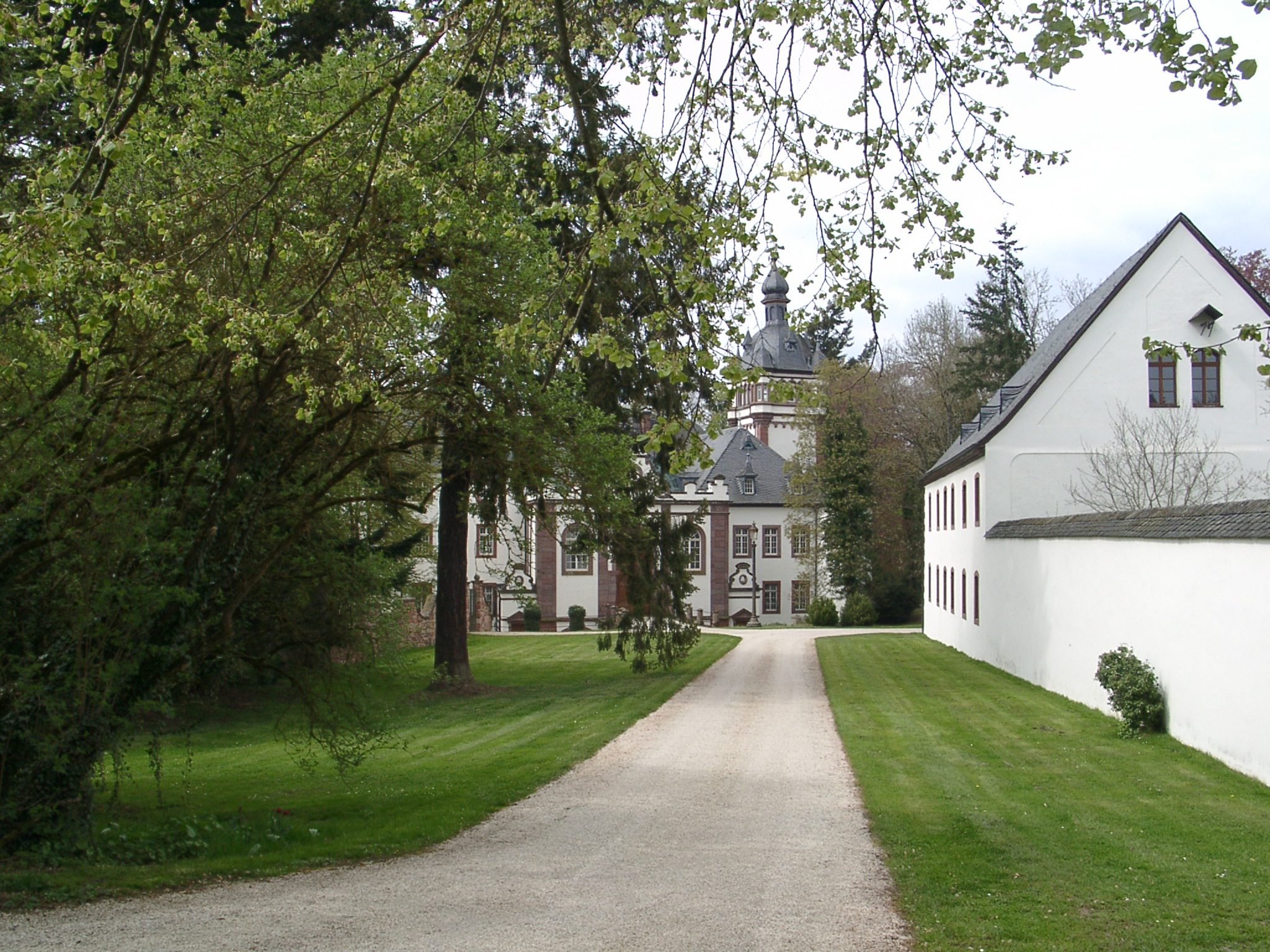
Die Dodenburg

Dodenburg in der Eifel ist eine Ortsgemeinde im Landkreis Bernkastel-Wittlich in Rheinland-Pfalz. Sie gehört der Verbandsgemeinde Wittlich-Land an.

## Geographie
Dodenburg liegt in der Osteifel in der Landschaft Naurather Horst etwa 16 km westlich von Wittlich.
Zu Dodenburg gehören auch die Wohnplätze Petershof und Schloss Dodenburg.
Nachbarorte von Dodenburg sind die Ortsgemeinden Gladbach im Norden, Dreis im Nordosten, Salmtal im Osten, Sehlem im Südosten, Heckenmünster im Süden sowie Dierscheid und Heidweiler im Südwesten.

## Geschichte
Im Jahre 1231 beurkundete und bestätigte der Trierer Erzbischof Theoderich einen Vergleich der Abtei Himmerod mit dem Ritter Werner von der Pforte zu Bruch wegen Grundstücken bei Rodenerde „unweit Dodenburg und Monasterium“ (Heckenmünster). Werner von der Pforte war ein Gefolgsmann des Theoderich von Bruch.
Die Dodenburg selbst wird in Trierer Urkunden aus dem Jahre 1279 als „Dudenburg“ erstmals genannt. Die Wasserburg gab dem Ort ihren Namen. Die Burg wurde 1791/94 von den Reichsgrafen von Kesselstatt im barocken Stil umgebaut; die Familie besaß die Burg bis 1952. Der Zweiflügelbau mit den runden Ecktürmchen, die noch an die ehemalige Wasserburg erinnern, befindet sich heute in Privatbesitz.  Die Parkanlage mit ihren Alleen besteht noch in ihrer ursprünglichen Form.
Dodenburg gehörte bis Ende des 18. Jahrhunderts landesherrlich zum Herzogtum Luxemburg. Der Ort war der Herrschaft Bruch zugeordnet.
Nach 1792 hatten französische Revolutionstruppen die Österreichischen Niederlande, zu denen das Herzogtum Luxemburg gehörte, besetzt und im Oktober 1795 annektiert. Von 1795 bis 1814 gehörte Dodenburg zum Kanton Dudeldorf im Departement der Wälder.
Im Jahr 1815 wurde das ehemals luxemburgische Gebiet östlich der Sauer und der Our auf dem Wiener Kongress dem Königreich Preußen zugeordnet. Damit kam die Gemeinde Dodenburg 1816 zum Kreis Wittlich im Regierungsbezirk Trier in der Provinz Großherzogtum Niederrhein, die 1822 in der Rheinprovinz aufging. Dodenburg gehörte zur Bürgermeisterei Heidweiler.
Als Folge des Ersten Weltkriegs war die gesamte Region dem französischen Abschnitt der Alliierten Rheinlandbesetzung zugeordnet. Nach dem Zweiten Weltkrieg wurde die Gemeinde Dodenburg innerhalb der französischen Besatzungszone Teil des damals neu gebildeten Landes Rheinland-Pfalz.
Bevölkerungsentwicklung
Die Entwicklung der Einwohnerzahl von Dodenburg, die Werte von 1871 bis 1987 beruhen auf Volkszählungen:
| Jahr | Einwohner |
| ---- | --------- |
| 1815 | 78        |
| 1835 | 108       |
| 1871 | 113       |
| 1905 | 128       |
| 1939 | 109       |
| 1950 | 129       |
| 1961 | 117       |

| Jahr | Einwohner |
| ---- | --------- |
| 1970 | 110       |
| 1987 | 109       |
| 1997 | 112       |
| 2005 | 105       |
| 2011 | 105       |
| 2017 | 92        |
| 2023 | 97        |

## Politik

### Gemeinderat
Der Gemeinderat in Dodenburg besteht aus sechs Ratsmitgliedern, die bei der Kommunalwahl am 9. Juni 2024 in einer Mehrheitswahl gewählt wurden, und der ehrenamtlichen Ortsbürgermeisterin als Vorsitzender.

### Bürgermeister
Iris Weber wurde am 25. Juni 2014 Ortsbürgermeisterin von Dodenburg. Bei der Direktwahl am 26. Mai 2019 wurde sie mit einem Stimmenanteil von 89,23 % für weitere fünf Jahre in ihrem Amt bestätigt. Da bei der Direktwahl am 9. Juni 2024 kein gültiger Wahlvorschlag eingereicht wurde, oblag die Neuwahl des Bürgermeisters gemäß rheinland-pfälzischer Gemeindeordnung dem Rat der Gemeinde. Nachdem auf seiner konstituierenden Sitzung am 8. Juli zunächst keine Bewerbung zur Abstimmung gestellt werden konnte, erfolgte auf der Sitzung am 17. September 2024 die Wiederwahl von Iris Weber zur Ortsbürgermeisterin.
Iris Webers Vorgänger Erwin Weber hat das Amt von 1979 bis 2014 ausgeübt.

### Wappen
Seit 1981 führt die Gemeinde ein Wappen:
| Wappen von Dodenburg | Blasonierung: „Der Schild ist von links oben nach rechts unten geteilt. In der rechten oberen Hälfte oben in Silber ein roter Drache, in der linken unteren Hälfte 9-mal in Silber und Blau quer geteiltes Feld.“ |
| Wappen von Dodenburg | Wappenbegründung: Der rote Drache in Silber ist das Wappen des Geschlechtes von Kesselstatt. Die Geschichte Dodenburgs ist wesentlich durch den Reichsgrafen von Kesselstatt geprägt worden. Das Dodenburger Schloss, eine frühere Wasserburg, kam im Jahre 1790 durch Erbteilung an Kasimir Friedrich von Kesselstatt. Mitte des 18. Jahrhunderts wurde er mit der Burg belehnt. Die Luxemburger Farben (Blau und Silber) symbolisieren die ehemalige Zugehörigkeit Dodenburgs zum Herzogtum Luxemburg. |

## Kultur und Sehenswürdigkeiten
In der Denkmalliste des Landes Rheinland-Pfalz (Stand: 2025) werden folgende Kulturdenkmäler genannt:
- Denkmalzone Schloss Dodenburg, ehemalige Wasserburg aus dem 16. Jahrhundert, 1891 verändert
- Hofgut aus dem frühen 20. Jahrhundert
- Ehemaliges Schulhaus, um 1910/20, und die zugehörige Gesamtanlage

## Verkehr
Dodenburg wird von den Kreisstraßen K 40 und K 41 an das überregionale Straßennetz angeschlossen.